# Kaple svatého Vavřince (Mirošovice)
Kaple svatého Vavřince je římskokatolická hřbitovní kaple v Mirošovicích v okrese Teplice. Kostel, obklopený zrušeným hřbitovem, je zapsaný v Ústředním seznamu kulturních památek České republiky.

## Historie
Kapli nechala postavit kněžna z Lobkovic v roce 1708.

## Stavební podoba
Barokní kaple má oválný půdorys s polygonálním presbytářem, ke kterému jsou na východní a západní straně připojeny obdélné přístavky. Na jihu k lodi přiléhá kruchtovitý přístavek, kterému dominuje vstupní průčelí rozdělené kladím do dvou úrovní. Jeho fasádu člení sdružené pilastry. V přízemí se nachází portál se znakem a v patře obdélné okno s výklenky pro sochy světců po stranách. Průčelí završuje dvojitý štít – uvnitř oválný, vnější trojúhelníkový. Ostatní fasády jsou členěné lizénovými rámci. Uvnitř elipsovité lodi sklenuté plackovou klenbou jsou čtyři výklenky se sochami čtyř církevních Otců a valeně podklenutá i zaklenutá kruchta.

## Zařízení
Hlavní sloupový oltář se sochami svatého Petra, Pavla a plastikou Nejsvětější Trojice v nástavci je barokní. Oltářní obraz svatého Vavřince namaloval v roce 1710 na objednávku Eleonory z Lobkovic malíř Petr Brandl. Další dva protějškové rámové oltáře jsou zasvěcené Panně Marii a svaté rodině. V presbytáři stojí sochy svatého Antonína Paduánského a svatého Jana Nepomuckého z doby po roce 1708. V současnosti je ale veškeré vybavení z důvodu špatného technického stavu interiéru odvezeno a Brandlův obraz visí dnes v kostele v Bílině.

## Okolí kaple
Na návsi pod kaplí stojí barokní sloup Nejsvětější Trojice ze druhého desetiletí osmnáctého století a barokní socha svatého Antonína Paduánského datovaná do roku 1717.